# Carlos Emiro Garcés Torres
Carlos Emiro Garcés Torres (López de Micay, 11 ottobre 2001) è un calciatore colombiano, difensore del LA Galaxy in prestito dal Deportivo Pereira.

## Carriera
Cresciuto nel settore giovanile del Deportivo Pereira, debutta in prima squadra il 21 novembre 2021 in occasione dell'incontro di Categoría Primera A perso in casa per 5-1 contro l'América de Cali.
Il 31 gennaio 2023, dopo complessive 28 presenze ed un gol nella prima divisione colombiana (collezionate nell'arco di due stagioni), viene ceduto in prestito alla Portimonense, club della prima divisione portoghese.

## Statistiche

### Presenze e reti nei club
Statistiche aggiornate al 31 gennaio 2023.
| Stagione        | Squadra           | Campionato      | Campionato | Campionato | Coppe nazionali | Coppe nazionali | Coppe nazionali | Coppe continentali | Coppe continentali | Coppe continentali | Altre coppe | Altre coppe | Altre coppe | Totale | Totale |
| Stagione        | Squadra           | Comp            | Pres       | Reti       | Comp            | Pres            | Reti            | Comp               | Pres               | Reti               | Comp        | Pres        | Reti        | Pres   | Reti   |
| --------------- | ----------------- | --------------- | ---------- | ---------- | --------------- | --------------- | --------------- | ------------------ | ------------------ | ------------------ | ----------- | ----------- | ----------- | ------ | ------ |
| 2021            | Deportivo Pereira | A               | 6          | 1          | CC              | 5               | 0               |                    | -                  | -                  |             | -           | -           | 11     | 1      |
| 2022            | Deportivo Pereira | A               | 22         | 0          | CC              | 2               | 0               |                    | -                  | -                  |             | -           | -           | 24     | 0      |
| gen.-giu. 2023  | Portimonense      | PL              | 0          | 0          | CP+CdL          | -               | -               |                    | -                  | -                  |             | -           | -           | 0      | 0      |
| Totale carriera | Totale carriera   | Totale carriera | 28         | 1          |                 | 7               | 0               |                    | -                  | -                  |             | -           | -           | 35     | 1      |

## Palmarès

### Club

#### Competizioni nazionali
- Campionato colombiano: 1

Deportivo Pereira: 2022-II
- Campionato MLS: 1

LA Galaxy: 2024